# Bedřich Opavský
Bedřich Opavský (asi 1440 – 1470/1473) byl nejstarším synem Viléma Opavského a Salomény z Častolovic, formálním knížetem opavským v letech 1452–1456. 
Bedřich a jeho bratři Václav III. a Přemysl III. se v roce 1452, po smrti jejich otce, ocitli v poručnictví strýce Arnošta. Strýc měl věčné dluhy, a tak zastavil rodový úděl opolskému kněžstvu za ohromnou sumu 28 000 dukátů. Suma to byla tak velká, že se ho už žádnému opavskému Přemyslovci nepodařilo splatit a vykoupit Opavsko. Právo výkupu přenechali roku 1464 králi Jiřímu z Poděbrad.
Bedřich zemřel, aniž by se oženil a měl děti, mezi lety 1470 a 1473.